# Charlotte Benkner
Charlotte Enterlein Benkner (16 de novembro de 1889 – 14 de maio de 2004) foi uma supercentenária alemã-americana que foi considerada a decana da humanidade de novembro de 2003 até à validação da idade da porto-riquenha Ramona Trinidad Iglesias-Jordan em março de 2004. Charlotte era a terceira pessoa viva mais velha do mundo depois de Ramona Trinidad Iglesias-Jordan e María Ester de Capovilla.

## Biografia
Benkner nasceu em Leipzig, na Alemanha, e emigrou para os Estados Unidos em 1896. Ela cresceu em Peekskill no estado de Nova Iorque, onde sua família dirigiu o Albert Hotel, e quando era uma jovem mulher conheceu o presidente dos Estados Unidos, Theodore Roosevelt.
Após o seu casamento em 1908 com Karl Benkner, mudou-se para os estados da Pensilvânia e Ohio e Arizona. Benkner retornou a Ohio para morar no norte de Lima. Ela se tornou a pessoa mais velha dos Estados Unidos após a morte de Elena Slough em 5 de outubro de 2003. Ela morou com sua irmã mais nova, Tillie Hare (15 de fevereiro de 1904 – 25 de janeiro de 2004) até que Tillie morreu em 25 de janeiro de 2004, apenas duas semanas antes de se tornar centenário.
Benkner foi considerada a pessoa mais velha do mundo após a morte de Mitoyo Kawate. Mais tarde, o  Guinness World Records verificou a idade da porto-riquenha Ramona Trinidad Iglesias-Jordan em março de 2004.
Benkner morreu em 14 de maio de 2004 aos 114 anos 180 dias depois de ter sido hospitalizada brevemente em Youngstown, Ohio, e foi enterrada em Peekskill, Ohio.